# فرديناندو الثاني ملك الصقليتين

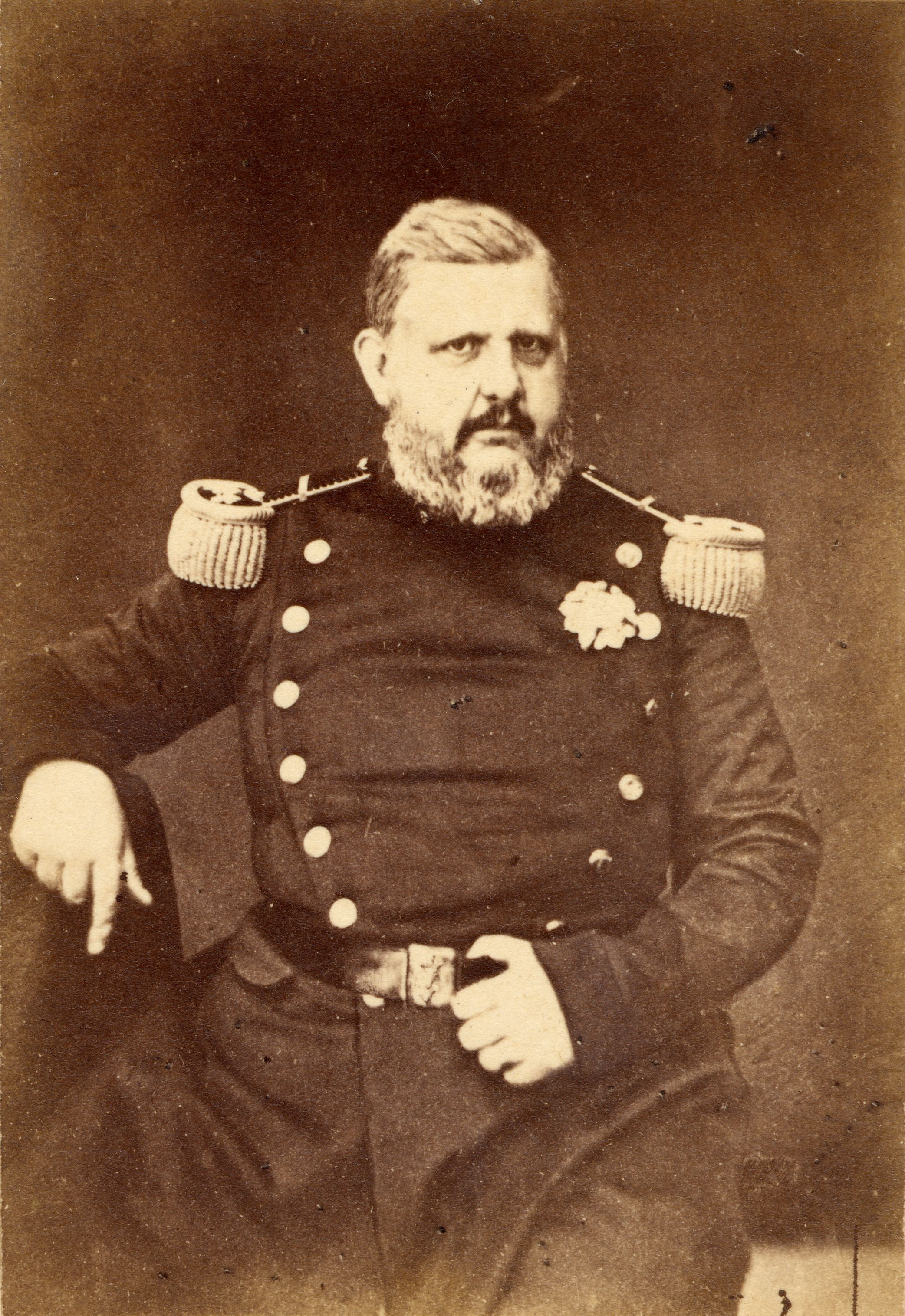
فرديناندو الثاني

فرديناندو الثاني (12 يناير 1810 - 22 مايو 1859)، ملك الصقليتين (جنوب إيطاليا) من منذ 1830 حتى وفاته.
ولد فرديناندو في باليرمو، وهو ابن فرانشيسكو الأول ملك الصقليتين من زوجته الأولى وابنة عمه ماريا إيزابيلا من إسبانيا.
جداه من ناحية الأب كانا الملك فرديناندو الأول ملك الصقليتين والملكة ماريا كارولينا دي هابسبورغ، وجداه من ناحية الأم كانا كارلوس الرابع ملك إسبانيا والملكة ماريا لويزا دي بوربون-بارما.
فرديناندو الأول وكارلوس الرابع كانا أخوين فكلاهما أبناء كارلوس الثالث ملك إسبانيا وماريا أماليا أميرة ساكسونيا.
اضطرته ثورة ناجحة اندلعت في باليرمو عام 1848 إلى منح المملكة دستورا في العام نفسه. بيد أنه سرعان ما ألغاه وسحق حركات التمرد بوحشية بالغة.